# Тиренско море
Тиренско море (на корсикански: Mari Tirrenu; на френски: Mer Tyrrhénienne; на италиански: Mar Tirreno; на неаполитански: Mare Tirreno; на сардински: Mare Tirrenu; на сицилиански: Mari Tirrenu) е съставно море на Средиземно море, разположено в централната му част.
Простира се между Апенинския полуостров на североизток и изток, островите Сицилия на юг, Сардиния на запад, Корсика на северозапад и Елба на север. На югозапад границата със Средиземно море се прокарва по линията (280 km) между крайния северозападен нос на остров Сицилия и крайния югоизточен нос на остров Сардиния. Корсиканският проток на север (от двете страни на остров Елба) го свързва с Лигурско море, на запад протока Бонифачо (между островите Корсика и Сардиния) – със Средиземно море, а на югоизток Месинския проток (между Апенинския полуостров и остров Сицилия) – с Йонийско море.. В тези си граници дължината му от северозапад на югоизток е около 750 km, а максималната му ширина е до 400 km, площ 275 хил.km2.
Тиренско море представлява съвременна тектонична котловина, с максимална дълбочина в централната си част до 3830 м. През него минава геоложкият разлом между Европа и Африка, затова има планински вериги и действащи вулкани. В югоизточната му част са разположени вулканичните Липарски острови (островите Стромболи, Салина, Липари, Вулкано и др.), в североизточната – Иския, Капри и др., а в северната – Джильо, Монтекристо и др. Бреговете му са предимно стръмни, скалисти, планински и слабо разчленени. Най-големите заливи са по източното му крайбрежие – Гаета, Салернски, Джоя и др. В него се вливат множество малки и сравнително къси реки, най-голяма от които е река Тибър. Климатът е средиземноморски. През лятото температурата на водата на повърхността е от 22 до 24,5 °C, а през зимата – от 13,5 до 14,5 °C. Соленост 37,25 – 38,25‰. Повърхностните течения образуват общ цикличен кръговрат, вътре в който се развиват няколко вихъра с различно направление. Скоростта на теченията са до 1 км/ч.
По бреговете на Тиренско море са разположени множество градове и курортни селища по-големи от които са:
- Италия – Чивитавекия, Неапол, Салерно и др. (на Апенинския полуостров), Багерия, Палермо, Трапани (на остров Сицилия), Тортоли, Олбия, Голфо Аранчи (на остров Сардиния);
- Франция – Бонифачо, Салендзара, Бастия (на остров Корсика).

В древногръцката митология, се вярва че скалите над Тиренско море, приютяват четирите вятъра, държани от Еол. Името на тази част от Средиземно море според Херодот води произхода си от гръцкото название на етруските, които били имигранти от Лидия (Мала Азия) и били водени от принц Тирен. Етруските се установили на Апенините, покрай бреговете на съвременна Тоскана. Наричали себе си тирени (атическо др.-гр. Τυρρηνοί) или тирсени (йонийско др.-гр. Τυρσηνοί, дорийско др.-гр. Τυρσᾱνοί), по името на предводителя си и морето до тях било наречено „Морето на етруските“. Древните римляни наричали морето Mare inferum – Ниското море, за разлика от Mare superum – Високото море (Адриатическо море).
- Тиренско море при залез слънце, видяно от плажа на Терме Вигляторе в Сицилия.
- Амалфийското крайбрежие, Позитано.
- Орозеи, Сардиния.
- Шила.
- Монте Арджентарио.